# Nederluleå församling
Nederluleå församling är en församling i Lule kontrakt i Luleå stift. Församlingen ligger i Luleå kommun i Norrbottens län och utgör ett eget pastorat.

## Administrativ historik
Församlingen bildades omkring 1330 genom utbrytning ur Piteå landsförsamling. Namnet var inledningsmässigt Luleå församling, från 18 augusti 1667 Luleå landsförsamling, från 1831 Neder-Luleå församling och från 1910 nuvarande namn.
Ur församlingen utbröts omkring 1340 Torneå församling, på 1400-talet Kalix församling, 1607 Jokkmokks församling, 25 mars 1642 Råneå församling, 18 augusti 1667 Luleå stadsförsamling och 1831 Överluleå församling.
Församlingens territorium ändrades efter det flera gånger (årtal avser den 1 januari det året om inget annat anges):
- 1893 – Enligt beslut den 10 juni 1892 överfördes det så kallade Svartöhemmanet (eller 3/64 mantal Björsby n:r 6) och de inom Luleå hamn liggande holmarna Gråsjälören, Smultronören, Långören, Långörsgrundet, Lövgrundet, Limpören, Limpholmen (eller Getören), Långgrundet och Dömansgrundet (eller Dömansören) från Nederluleå församling till Luleå stadsförsamling.[3]
- 1895 – Enligt beslut den 18 maj 1894 överfördes från Nederluleå församling till Luleå stadsförsamling hemmanet 3/16 mantal Notviken och ett område på 3/16 mantal som utbrutits från Nederluleå pastorsboställe och anslagits som lösingsjord åt kyrkoherden i Luleå. I samma beslut bifölls inte ett förslag om att överföra Hermansängen till Nederluleå.[3]
- 1933 – Enligt beslut den 31 mars 1932 överfördes från Nederluleå församling till Luleå stadsförsamling vissa områden med 2 189 invånare, däribland Svartöstadens municipalsamhälle med 1 081 invånare och den så kallade Skurholmsstaden, med en areal av 4,92 kvadratkilometer, varav allt land. Samtidigt överfördes i motsatt riktning vissa obebodda skiften med en areal av 0,86 kvadratkilometer, varav allt land.[4][5]
- 1959 – Från Nederluleå församling överfördes till Luleå stadsförsamling ett område (med bland annat Sandön) med 106 invånare och omfattande en areal av 26,22 kvadratkilometer, varav 25,95 kvadratkilometer land. Samma datum överfördes i motsatt riktning – från Luleå stadsförsamling till Nederluleå – ett område med 44 invånare omfattande en areal av 6,57 kvadratkilometer, varav allt land.[6]
- 1974 – Från Nederluleå församling överfördes till Örnäsets församling ett område omfattade en areal av 31,3 kvadratkilometer, varav 29,5 land, och 3 863 invånare.[7]

### Pastorat
- 1330-talet: Annexförsamling i pastoratet Piteå församling.
- Från 1340-talet till 1413: Moderförsamling i pastoratet Luleå och Torneå.
- 1413 till 11 februari 1617: Eget pastorat.
- 11 februari 1617 till 25 mars 1642: Moderförsamling i pastoratet Luleå och Jokkmokk.
- 25 mars 1642 till 1655: Moderförsamling i pastoratet Luleå, Jokkmokk och Råneå.
- 1655 till 18 augusti 1667: Moderförsamling i pastoratet Luleå och Jokkmokk.
- 18 augusti 1667 till 1693: Moderförsamling i pastoratet Luleå landsförsamling, Luleå stadsförsamling och Jokkmokk.
- 1693 till 1831: Moderförsamling i pastoratet Luleå landsförsamling och Luleå stadsförsamling.
- 1831 till 1 maj 1888: Moderförsamling i pastoratet Nederluleå och Luleå stadsförsamling.
- Från 1 maj 1888: Eget pastorat.[8]

På 1880-talet var Nederluleå ett regalt pastorat av första klassen. Pastorats uppdelning på klasser upphörde genom lagen angående tillsättning av präster den 26 oktober 1883 och systemet med regala pastorat avskaffades genom 1910 års prästvalslag.

## Areal
Nederluleå församling omfattade den 1 januari 1976 en areal av 1 170,9 kvadratkilometer, varav 1 093,3 kvadratkilometer land.

## Befolkningsutveckling
| Befolkningsutvecklingen i Nederluleå församling 1805–2015 | Befolkningsutvecklingen i Nederluleå församling 1805–2015 | Befolkningsutvecklingen i Nederluleå församling 1805–2015 | Befolkningsutvecklingen i Nederluleå församling 1805–2015 | Befolkningsutvecklingen i Nederluleå församling 1805–2015 |
| --- | --------------------------------------------------------- | --------------------------------------------------------- | --------------------------------------------------------- | --------------------------------------------------------- |
| |                                                           |                                                           |                                                           |                                                           |
| År |                                                           |                                                           | Folkmängd                                                 |                                                           |
| 1805 | 1805                                                      |                                                           | 7 742                                                     |                                                           |
| 1810 | 1810                                                      |                                                           | 7 062                                                     |                                                           |
| 1820 | 1820                                                      |                                                           | 7 973                                                     |                                                           |
| 1830 | 1830                                                      |                                                           | 9 641                                                     |                                                           |
| 1840 | 1840                                                      |                                                           | 6 432                                                     |                                                           |
| 1850 | 1850                                                      |                                                           | 7 453                                                     |                                                           |
| 1860 | 1860                                                      |                                                           | 8 283                                                     |                                                           |
| 1870 | 1870                                                      |                                                           | 8 702                                                     |                                                           |
| 1880 | 1880                                                      |                                                           | 10 105                                                    |                                                           |
| 1890 | 1890                                                      |                                                           | 10 727                                                    |                                                           |
| 1900 | 1900                                                      |                                                           | 12 166                                                    |                                                           |
| 1910 | 1910                                                      |                                                           | 12 278                                                    |                                                           |
| 1920 | 1920                                                      |                                                           | 12 586                                                    |                                                           |
| 1930 | 1930                                                      |                                                           | 12 983                                                    |                                                           |
| 1935 | 1935                                                      |                                                           | 10 949                                                    |                                                           |
| 1940 | 1940                                                      |                                                           | 11 029                                                    |                                                           |
| 1945 | 1945                                                      |                                                           | 11 065                                                    |                                                           |
| 1950 | 1950                                                      |                                                           | 11 502                                                    |                                                           |
| 1955 | 1955                                                      |                                                           | 11 733                                                    |                                                           |
| 1960 | 1960                                                      |                                                           | 12 466                                                    |                                                           |
| 1965 | 1965                                                      |                                                           | 13 348                                                    |                                                           |
| 1970 | 1970                                                      |                                                           | 17 203                                                    |                                                           |
| 1975 | 1975                                                      |                                                           | 20 586                                                    |                                                           |
| 1980 | 1980                                                      |                                                           | 22 960                                                    |                                                           |
| 1985 | 1985                                                      |                                                           | 24 025                                                    |                                                           |
| 1990 | 1990                                                      |                                                           | 25 207                                                    |                                                           |
| 1995 | 1995                                                      |                                                           | 26 675                                                    |                                                           |
| 2000 | 2000                                                      |                                                           | 26 905                                                    |                                                           |
| 2005 | 2005                                                      |                                                           | 27 725                                                    |                                                           |
| 2010 | 2010                                                      |                                                           | 28 515                                                    |                                                           |
| 2015 | 2015                                                      |                                                           | 28 831                                                    |                                                           |
| Anm: Överluleå församling utbruten 1831. För åren 1805-1945: befolkning enligt folkräkning 31 december enligt den administrativa indelningen den 1 januari följande år. 1950 avser befolkning enligt folkräkning den 31 december enligt den administrativa indelningen den 1 januari 1952. 1960-1970 avser befolkning enligt folkräkning den 1 november enligt den administrativa indelningen den 1 januari följande år. För åren 1955 samt 1975-2015: befolkning 31 december enligt den administrativa indelningen den 1 januari följande år. Sedan 1 januari 2016 sker inte folkbokföring per församling och därmed kan det hända att vissa personer inte ingår i församlingens folkmängd då de är skrivna på den fiktiva fastigheten På kommunen skriven som inte delas upp på församlingsnivå då de inte kunnat folkbokföras på en särskild befintlig fastighet. Den totala befolkningen i Svenska kyrkans församlingar är därför något lägre än den totala befolkningen i riket. |                                                           |                                                           |                                                           |                                                           |

## Kyrkoherdar
Kyrkoherdar genom tiderna i Luleå socken/Nederluleå församling: 
| Ämbetstid    | Namn                         | Levnadstid | Övrigt          |
| ------------ | ---------------------------- | ---------- | --------------- |
| 1408–1425    | Johannes Caroli              |            |                 |
| före 1446    | Johannes Jwari               |            |                 |
| omkring 1450 | Peder Sylvestri              |            |                 |
| omkring 1460 | Olof Matzon                  |            |                 |
| 1477–1481    | Petrus Öndonis               |            |                 |
| 1481–1502    | Sverkillus Olavi             |            |                 |
| 1526         | Oloff Andreae                |            |                 |
| 1527–1550    | Matthias                     |            |                 |
| 1551–1554    | Hans                         |            |                 |
| 1554–1558    | Arenn                        |            |                 |
| 1561–1562    | Engelbertus Olai             |            |                 |
| 1563–1569    | Petrus Mathiae               |            |                 |
| 1569–1611    | Andreas Petri Grubb          |            |                 |
| 1613–1621    | Engelbertus Laurentii        |            |                 |
| 1623–1624    | Erik Petri Niurenius         |            |                 |
| 1626         | Anders Torstani Holmdalius   |            |                 |
| 1626–1649    | Andreas Canuti Gevaliensis   |            |                 |
| 1651–1654    | Jonas Jonae Turdinus (Trast) |            |                 |
| 1656–1673    | Johannes Johannis Anthelius  |            |                 |
| 1675–1679    | Olaus Bidenius               | –1679      |                 |
| 1681–1685    | Nicolaus Olai Plantin        | 1629–1685  |                 |
| 1686–1695    | Esaias Stephani Graan        | 1620–1695  |                 |
| 1696–1704    | Jonas Erici Öman             | –1704      |                 |
| 1706–1735    | Johannes Unæus               | 1667–1735  |                 |
| 1737–1755    | Jacob Arendtsson Renmarck    | 1691–1755  | Kontraktsprost. |
| 1758–1772    | Lars Lang                    | 1711–1772  | Kontraktsprost. |
| 1775–1789    | Jonas Hollsten               | 1717–1789  | Kontraktsprost. |
| 1792–1823    | Isak Nordmark                | 1749–1823  |                 |
| 1828–1830    | Johan Peter Eurén            |            |                 |
| 1832         | Olof Sellstedt               | 1785–1832  |                 |
| 1835–1865    | Pehr Calwagen                | 1789–1865  |                 |
| 1870–1914    | Jakob Albert Englund         | 1823–1914  |                 |
| 1917–1947    | Albert Nordberg              | 1871–1954  | Kontraktsprost. |
| 1947–1959    | Artur Lindgren               | 1891–1964  |                 |
| 1959–1972    | Torsten Bergman              | 1907–1989  |                 |
| 1972–1980    | Folke Sjöberg                | 1930–1980  |                 |
| 1980–1995    | Alf Ingvar Hansson           |            |                 |
| 1996–2004    | Staffan Åkerlund             |            |                 |
| 2005–2009    | Ulla-Lena Bäckman            |            |                 |
| 2009–        | Richard Marklund             |            |                 |

## Kyrkor
- Bergnäskyrkan
- Brändö-Uddskärs kapell [20]
- Nederluleå kyrka
- Porsökyrkan [21]
- Rödkallens kapell [22]
- Sjukhuskyrkan (Sunderby sjukhus)
- Sörbyakyrkan [23]
- Stadsökyrkan [24]
- Stillhetens kapell [25]

Församlingen driver även Kyrkan på campus som är en universitetskyrka på Luleå tekniska universitet. Gudstjänster hålls i salen C302 på LTU. En gång i veckan hålls en gudstjänst och en gång i veckan hålls lunchmeditation. Dessutom är universitetspräst tillgänglig vissa tider för samtal. Därutöver så används samma lokal som bönerum för muslimer.